# Blue Day (canção de Suggs)
" Blue Day " é uma canção escrita por Mike Connaris e lançada como single pelo cantor inglês Suggs, em com a ajuda dos jogadores do time de futebol Chelsea Football Club, em 1997. A canção chegou ao número 22 no ranking da UK Singles Chart.